# Dieter Dengler

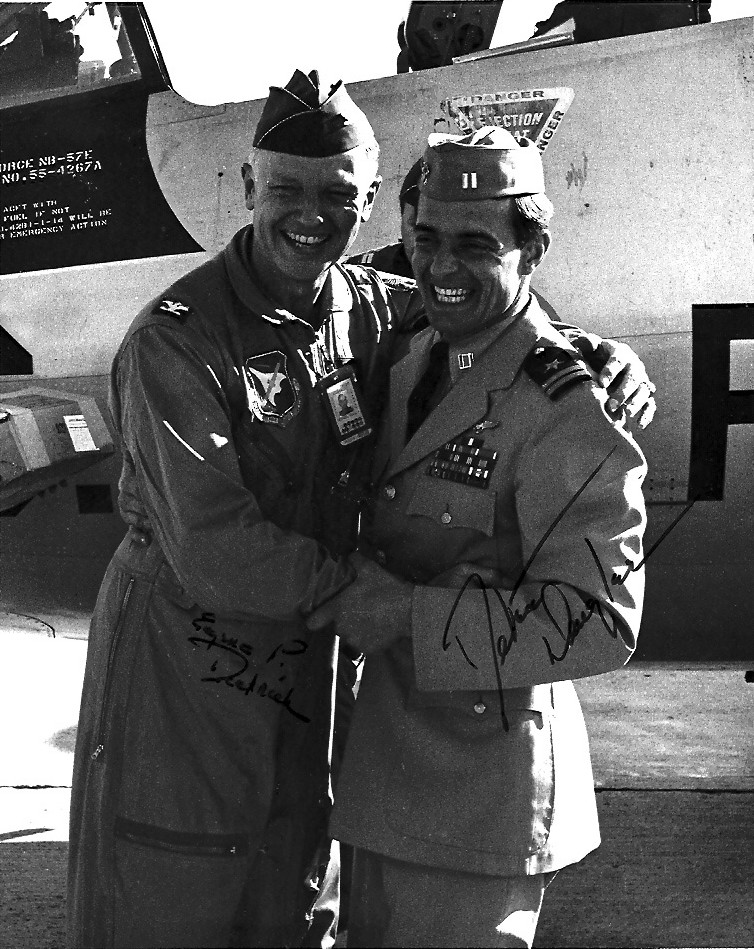
Eugene Deatrick e Dieter Dengler, 1968

Dieter Dengler (22 de maio de 1938 — 7 de fevereiro de 2001) foi um piloto da Marinha dos Estados Unidos durante a Guerra do Vietnã. Dengler foi um dos dois sobreviventes - o outro foi Pisidhi Indradat - de um total de sete prisioneiros que escaparam da prisão do movimento comunista Pathet Lao no Laos, sendo resgatado em 20 de julho de 1966, após três semanas de fuga na floresta. Após o seu retorno, ele virou piloto de testes e sobreviveu a mais quatro acidentes aéreos. Em 2007, uma adaptação cinematográfica de sua história foi lançada, estrelada por Christian Bale como Dieter, chamada Rescue Dawn ('O Sobrevivente' no Brasil).

## Obras
- Dengler, Dieter (1979). Escape from Laos. Presidio Press. ISBN 0-89141-076-7.